# Macromia hamata
Macromia hamata – gatunek ważki z rodziny Macromiidae. Endemit Chin. W 2025 roku Kosterin i inni na podstawie badań filogenetyki molekularnej zsynonimizowali ten takson z Macromia manchurica.